# Aleksandr Paniukow
Aleksandr Aleksiejewicz Paniukow (ros. Алекса́ндр Алексе́евич Панюко́в, ur. 1894 w guberni permskiej, zm. 7 maja 1962 w Moskwie) – radziecki polityk, zastępca ministra spraw wewnętrznych ZSRR (1948-1950), generał major.

## Życiorys
W marcu 1917 wstąpił do SDPRR(b), w 1928 skończył eksternistycznie moskiewskie technikum, w latach 20. i 30. XX w. był członkiem lokalnych władz, od listopada 1939 do marca 1940 p.o. dyrektora kombinatu w Północnoosetyjskiej ASRR. Od 13 kwietnia 1940 do 2 kwietnia 1941 zastępca szefa kombinatu NKWD w Norylsku, od 2 kwietnia 1941 do 8 lipca 1948 szef Norylskiego Kombinatu i Zarządu Poprawczego Obozu Pracy NKWD/MWD, 11 września 1941 mianowany starszym porucznikiem bezpieczeństwa państwowego, 14 kwietnia 1945 komisarzem bezpieczeństwa państwowego, a 9 lipca 1945 generałem majorem. Od 28 czerwca 1948 do 12 października 1950 zastępca ministra spraw wewnętrznych ZSRR, od 16 kwietnia 1949 do 18 marca 1953 szef Głównego Zarządu Jenisejstroja MWD ZSRR, od 10 kwietnia 1953 do 2 marca 1954 szef Głównego Zarządu ds. Poszukiwania i Eksploatacji Złóż i Budownictwa Przedsiębiorstw Kolorowych i Rzadkich Metali w Kraju Krasnojarskim Ministerstwa Metalurgii ZSRR. Deputowany do Rady Najwyższej ZSRR 2 kadencji.

## Odznaczenia
- Order Lenina (dwukrotnie - 4 lipca 1943 i 8 lutego 1949)
- Order Czerwonego Sztandaru Pracy (16 maja 1945)
- Order Czerwonej Gwiazdy
- Odznaka "Zasłużony Funkcjonariusz NKWD" (23 czerwca 1946)

I 2 medale.